# Microplocia borneensis
Microplocia borneensis là một loài bọ cánh cứng trong họ Cerambycidae.